# 达特尔恩
达特尔恩（德語：Datteln，發音：[ˈdatl̩n] ⓘ）是德国北莱茵-威斯特法伦州明斯特行政区雷克灵豪森县的城市，面积66.1平方千米，2023年12月31日人口为35,200人。